# 洛里斯·马拉古齐
洛里斯·马拉戈齐（Loris Malaguzzi，1920年2月23日—1994年1月30日）是一位意大利教育家。

## 生平
1920年2月23日，洛里斯·马拉戈齐出生在意大利雷焦艾米利亚省科雷焦，毕业于乌尔比诺大学教育学专业。1940年，他开始在小学教书，从1941年到1943年，在维拉米诺佐市镇的一个村庄阿彭尼诺·雷吉亚诺。
1945年4月，他们决定在雷焦·艾米利亚附近农村的一个小村庄里，建造和管理一所儿童学校，随后其他学校扩展到郊区和城市的最贫穷的社区, 所有自我管理。
1963年，雷焦艾米利亚市开始组织教育服务网络，其中包括为3至6岁儿童开办第一所幼儿园。这是一个重要的里程碑，在意大利，人们第一次确认了他们为幼儿建立世俗学校的权利。
1994年1月，马拉古齐在雷焦艾米利亚突然去世。
2001年2月9日，卡洛·阿泽利奥·钱皮总统为其颁发"学校、文化和艺术的功绩" 金奖。